# オーストラリアの島の一覧
オーストラリアの島の一覧を示す。
オーストラリアには8,222の島がある。

## 島
| 島名                 | 面積(km2) | 緯度・経度                                                          | 諸島             |
| -------------------- | --------- | ------------------------------------------------------------------- | ---------------- |
| タスマニア島         | 64,519    | 南緯42度00分00秒 東経147度00分00秒 / 南緯42.00000度 東経147.00000度 |                  |
| メルヴィル島         | 5,786     | 南緯11度30分00秒 東経130度56分00秒 / 南緯11.50000度 東経130.93333度 | ティウィ諸島     |
| カンガルー島         | 4,416     | 南緯35度50分00秒 東経137度15分00秒 / 南緯35.83333度 東経137.25000度 |                  |
| グルートアイランド島 | 2,285     | 南緯14度00分00秒 東経136度35分00秒 / 南緯14.00000度 東経136.58333度 |                  |
| バサースト島         | 1,693     | 南緯11度35分00秒 東経130度18分00秒 / 南緯11.58333度 東経130.30000度 | ティウィ諸島     |
| フレーザー島         | 1,653     | 南緯25度13分00秒 東経153度08分00秒 / 南緯25.21667度 東経153.13333度 |                  |
| フリンダース島       | 1,359     | 南緯40度00分00秒 東経148度07分00秒 / 南緯40.00000度 東経148.11667度 | ファーノー諸島   |
| キング島             | 1,091     | 南緯39度52分21秒 東経143度59分08秒 / 南緯39.87250度 東経143.98556度 |                  |
| モーニントン島       | 1,002     | 南緯16度30分00秒 東経139度30分00秒 / 南緯16.50000度 東経139.50000度 | ウェルズリー諸島 |

- 最北端の島 モイミ島 南緯9度13分42秒 東経142度14分30秒 / 南緯9.22833度 東経142.24167度
- 最南端の島 マッコーリー島 南緯54度35分41秒 東経158度53分44秒 / 南緯54.59472度 東経158.89556度
- 最西端の島 ダーク・ハートッグ島 南緯25度50分00秒 東経113度05分00秒 / 南緯25.83333度 東経113.08333度
- ロード・ハウ島 南緯31度33分00秒 東経159度05分00秒 / 南緯31.55000度 東経159.08333度

## 特別地域
- アシュモア・カルティエ諸島
- クリスマス島
- ココス諸島
  - ホースバーグ島
  - ホーム島
  - ノースキーリング島
  - ウェスト島
- コーラル・シー諸島
  - ウィリス島（英語版）
- ハード島とマクドナルド諸島
- ノーフォーク島
  - ネピアン島
  - フィリップ島